# Episodi di Star Trek: Strange New Worlds (prima stagione)
La prima stagione della serie televisiva Star Trek: Strange New Worlds, composta da 10 episodi, è stata pubblicata sul servizio di streaming on demand Paramount+ dal 5 maggio al 7 luglio 2022.
In Italia la serie è stata trasmessa dal 15 settembre 2022, in contemporanea alla serie Star Trek: Prodigy, in occasione dell'arrivo in Europa del servizio on demand Paramount+.
| nº | Titolo originale                     | Titolo italiano                       | Pubblicazione USA | Pubblicazione Italia |
| -- | ------------------------------------ | ------------------------------------- | ----------------- | -------------------- |
| 1  | Strange New Worlds                   | Strani nuovi mondi                    | 5 maggio 2022     | 15 settembre 2022    |
| 2  | Children of the Comet                | Figli della cometa                    | 12 maggio 2022    | 15 settembre 2022    |
| 3  | Ghosts of Illyria                    | Fantasmi di Illyria                   | 19 maggio 2022    | 15 settembre 2022    |
| 4  | Memento Mori                         | Memento Mori                          | 26 maggio 2022    | 20 settembre 2022    |
| 5  | Spock Amok                           | Buffo come Spock                      | 2 giugno 2022     | 27 settembre 2022    |
| 6  | Lift Us Where Suffering Cannot Reach | Portaci dove la sofferenza non arriva | 9 giugno 2022     | 4 ottobre 2022       |
| 7  | The Serene Squall                    | Una serena burrasca                   | 16 giugno 2022    | 11 ottobre 2022      |
| 8  | The Elysian Kingdom                  | Un regno da favola                    | 23 giugno 2022    | 18 ottobre 2022      |
| 9  | All Those Who Wander                 | Tutti coloro che vagano               | 30 giugno 2022    | 25 ottobre 2022      |
| 10 | A Quality of Mercy                   | La natura della clemenza              | 7 luglio 2022     | 1º novembre 2022     |

## Strani nuovi mondi
- Titolo originale: Strange New Worlds
- Diretto da: Akiva Goldsman
- Scritto da: Akiva Goldsman, Alex Kurtzman e Jenny Lumet

### Trama
Data stellare 1738.12 (2259). Il capitano Christopher Pike si trova in congedo nella sua casa nel Montana assieme al capitano Batel, con cui ha una relazione. Viene ripetutamente chiamato al comunicatore, ma non vuole rispondere e riprendere servizio, perché ancora scosso dalle visioni del suo futuro avute in seguito al contatto con il cristallo temporale sul pianeta klingon Boreth. Pike si recò al monastero per recuperare un cristallo del tempo col fine di rimettere in funzione la tuta temporale (il cosiddetto "Angelo Rosso") progettata dai genitori di Michael Burnham. Quando toccò il cristallo, apprese che un giorno avrebbe avuto un incidente che lo avrebbe portato a rimanere confinato su una sedia a rotelle. Nonostante l'avvertimento del monaco klingon Tevanik che se avesse preso il cristallo non sarebbe stato in grado di sfuggire al suo destino, Pike accettò il suo futuro e prese il cristallo. 
Viene così raggiunto dall'ammiraglio Robert April che gli ordina di ritornare in servizio sulla USS Enterprise NCC-1701 per una missione di soccorso a una missione di primo contatto della nave federale USS Archer sul pianeta Kiley 279. Anche Spock si trova in congedo e sta passando del tempo assieme alla sua fidanzata T'Pring, quando viene raggiunto da un messaggio della Flotta Stellare e richiamato in servizio. Salito a bordo dell'Enterprise, il capitano Pike conosce il nuovo equipaggio e i nuovi membri che hanno rimpiazzato parte del precedente equipaggio. Tra di essi figurano la tenente La'an Noonien-Singh, ufficiale alla sicurezza che egli nomina temporaneamente primo ufficiale in sostituzione di Una Chin-Riley; Uhura, un cadetto dell'Accademia della Flotta Stellare particolarmente dotata nelle comunicazioni; il nuovo medico di bordo, dottor M'Benga, e la sua infermiera Christine Chapel.
Giunti al pianeta Kiley 279, l'equipaggio dell'Enterprise scopre che quello che la Federazione aveva interpretato come scoperta del motore a curvatura da parte dei Kileyani, è stato frainteso, e la tecnologia da loro sviluppata ha portato in realtà alla costruzione di una bomba. I Kileyani, con i loro osservatori astronomici, avevano avuto modo di rilevare i segni di curvatura dell'Enterprise e della Discovery a Ground Zero, quando quest'ultima, grazie alla tecnologia dell'Angelo Rosso, aveva aperto un varco nello spazio tempo per viaggiare nel futuro, rilevandone la tecnologia materia/antimateria. Pike, La'an e Spock formano così una missione di sbarco sul pianeta, camuffandosi da abitanti locali e liberare l'equipaggio della Archer, comprendente anche il suo primo ufficiale Una Chin-Riley, ma viene scoperto e decide così di prendere contatto con il governo, violando la prima direttiva (ancora chiamata "Ordine generale Uno") della Federazione.
Kiley 279 è diviso in due fazioni, da lungo tempo in guerra, il capo della fazione che ha rilevato la tegnologia della Federazione intende usare l'arma creata per porre fine alla guerra distruggendo la fazione avversaria. Compreso di non riuscire a convincerla, Pike decide di far apparire l'Enterprise, facendola entrare nell'atmosfera del pianeta. Le due fazioni si incontrano per trattare la pace, ma, non riuscendo a giungere a un accordo, Pike interviene nuovamente, mostrando agli abitanti del pianeta ciò che ne è stato della Terra durante la terza guerra mondiale, distrutta da un conflitto atomico su larga scala che ha ucciso un terzo dell'umanità.
Ritornati sulla base stellare 1, in orbita attorno alla Terra, Robert April riesce a convincere la commissione della Federazione ad assolvere Pike per aver violato la prima direttiva; il capitano può così tornare nello spazio con l'Enterprise per continuare la sua missione esplorativa.
- Guest star: Adrian Holmes (Robert April)
- Altri interpreti: Melanie Scrofano (Batel), Gia Sandhu (T'Pring)
- Sul ponte di comando, quando Erica Ortegas gli chiede qual è la loro missione, Pike risponde: «La nostra missione? Noi esploriamo e cerchiamo nuove forme di vita e nuove cività. Per arrivare coraggiosamente dove nessuno è mai giunto prima» (in inglese «Our Mission? We explore. We seek out new life and new civilizations. We boldly go were no one has gone before»).[7] La frase richiama la celebre introduzione della serie classica, o più propriamente quella di The Next Generation, utilizzata come introduzione degli episodi anche di questa serie, poiché Christopher Pike dice «no one» ("nessuno"), così come Jean-Luc Picard, laddove invece James T. Kirk diceva «no man» ("nessun uomo"), la seconda considerata attualmente non inclusiva e "sessista".[8]
- L'episodio è dedicato alla memoria di April Nocifora, produttrice e supervisore della serie, deceduta prematuramente nel dicembre 2021.[9]

## Figli della cometa
- Titolo originale: Children of the Comet
- Diretto da: Maja Vrvilo
- Scritto da: Henry Alonso Myers e Sarah Tarkoff

### Trama
Data stellare 2912.4. L'Enterprise sta seguendo l'antica cometa C2260 Quentin, la cui traiettoria la porterà a collidere con il pianeta Persephone III, un pianeta di Classe M che soffre di siccità e che ospita la società preindustriale dei Deleb. I Deleb sono una specie umanoide a base di carbonio e dall'aspetto rettiloide, con pelle e squame viola, creste craniche e occhi gialli. L'Enterprise decide di intervenire per progeggere i Deleb bombardando la cometa con dei siluri fotonici modificati, ma la cometa attiva un campo di forza che rende i missili inoffensivi. Per indagare sulla natura della cometa il capitano Pike invia su di essa una squadra di sbarco composta da Noonien-Singh, Uhura, Sam Kirk e Spock. Ma i tre rimangono intrappolati dal campo di forza dopo aver tentato inutilmente di aprire un dispositivo a forma di uovo al centro del corpo celeste, che folgora Sam Kirk mettendone a rischio la vita.
Nel frattempo l'Enterprise viene contattata da una sorta di monaci cosmici che si definiscono i Pastori (in inglese Shepherds), dichiarandosi protettori di quella che affermano non trattarsi affatto di una cometa, ma di un antico "Arbitro della Vita" che chiamano M'hanit e minacciano di attaccare l'astronave della Federazione, perché Pike non tenti di deviare il M'hanit né di recuperare la propria squadra di sbarco. Nel frattempo sul corpo celeste Uhura riesce a decifrare il codice di accesso al dispositivo che è basato su onde sonore. Il M'hanit contemporaneamente invia una melodia che l'Enterprise registra. Uhura riesce così a sbloccare il campo di forza del M'hanit e permettere alla squadra di sbarco di ritornare a bordo della nave stellare.
Accortisi del recupero della squadra di sbarco, i Pastori attaccano l'Enterprise, che riesce a proteggersi con gli scudi e, attraverso una serie di manovre evasive, si porta sulla coda del M'hanit, affinché i Pastori smettano di attaccarli per paura di colpire la cometa. Pike finge di essere completamente indifeso e chiede aiuto ai M'hanit, mentre Spock, a bordo di una navetta, compie una manovra che provoca il distacco di un pezzo di ghiaccio dal M'hanit e la deviazione dello stesso, così che non collida con il pianeta, mentre il ghiaccio si dissolve provocando la pioggia e la fine della siccità sul pianeta Persephone III. I pastori e Pike si salutano cordialmente mentre Uhura decifra il messaggio in forma di melodia sonora del M'hanit, che nascondeva una mappa astrale con la rotta percorsa dalla cometa che aveva previsto esattamente quanto accaduto, anche se provocato dalla navetta guidata da Spock.
- Altri interpreti: Thom Marriott (capitano dei Pastori), Amber Cull (mamma Deleb), Dana Beddoe (bambina Deleb)

## Fantasmi di Illyria
- Titolo originale: Ghosts of Illyria
- Diretto da: Leslie Hope
- Scritto da: Akela Cooper e Bill Wolkoff

### Trama
Data stellare 1224.3. L'Enterprise si sta dirigendo alla colonia illyriana sul pianeta Hetemit 9 per indagare il motivo della scomparsa dei suoi coloni. Gli Illyriani sono una specie che ha sviluppato la capacità di modificare il loro DNA così da potenziare le loro capacità e i loro livelli funzionali, ma essendo le modifiche genetiche proibite nella Federazione, sono da sempre stati emarginati. Per indagare sulla colonia illyriana di Hetemit 9, un gruppo di sbarco composto da Pike, Spock, Chin-Riley e altri membri dell'equipaggio, si teletrasporta sul pianeta, ma hanno un tempo limitato a causa delle frequenti tempeste ioniche. Quando ne sta per arrivare una, Una e l'equipaggio tornano a bordo dell'Enterprise non senza difficoltà con il teletrasporto, mentre Pike e Spock rimangono sul pianeta, cosa che permette loro di avere ulteriore tempo per indagare.
A bordo dell'Enterprise, i membri della squadra di sbarco sono colpiti da una strana malattia, che abbassa loro i livelli di colecalciferolo, il che li spinge ad avvicinarsi a fonti di luce o ad aumentarle. Anche Chin-Riley viene colpita, ma guarisce dopo aver reagito all'infezione. Il dottor M'Benga e Christine Chapel non riescono a trovare una cura; intanto l'infezione continua a diffondersi utilizzando come mezzo di contagio la luce stessa. Chin-Riley decide così di confinare tutto l'equipaggio in isolamento e di spegnere le luci dell'astronave. Una rivela inoltre a M'Benga e a Chapel che lei è in realtà un'illyriana e ha il proprio DNA modificato, il che le ha permesso di guarire istantaneamente dall'infezione, offrendo il proprio sangue per guarire il resto dell'equipaggio. Ma le modifiche degli Illyriani annientano immediatamente le infezioni, senza creare alcun anticorpo trasmissibile agli altri infetti. Hemmer nel frattempo tenta di teletrasportare a bordo dell'Enterprise una porzione del mantello del pianeta a 10 000 °C, ma Chin-Riley riesce a fermarlo all'ultimo istante colpendolo con un phaser impostato su stordimento. Noonien-Singh, ridestatasi dalla sedazione somministratale in infermeria, si reca in sala macchina e cerca di esporsi alle radiazioni del nucleo di curvatura. Una cerca di fermarla e le due lottano, ma vengono ugualmente investite da una quantità teoricamente letale di radiazione, il che fa sì che i poteri di guarigione di Chin-Riley si trasmettano a La'an guarendola anche dal virus che ha infettato l'equipaggio.
Nel frattempo, sul pianeta, Pike e Spock sono al riparo all'interno di una camera dove tuttavia tentano di fare ingresso delle creature di plasma che vivono nella tempesta. Dopo aver resistito a lungo, le creature abbattono la porta ed entrano, ma Pike e Spock si rendono conto che non vogliono aggredirli, ma difenderli dagli effetti avversi della tempesta ionica. Passata la tempesta, Spock deduce che le creature o hanno eliminato i coloni del pianeta o sono i coloni stessi, che si sono trasformati entrando a contatto con le tempeste ioniche grazie al loro DNA, in grado di adattarsi all'ambiente. Spock scopre inoltre che i coloni stavano lavorando per eliminare i poteri conferiti loro dalle modifiche genetiche, per poter aderire alla Federazione, ma che questo li ha indeboliti, così da non permettere loro di difendersi completamente dalle tempeste ioniche.
Una volta a bordo dell'Enterprise, Chin-Riley confessa a Pike la propria vera origine e la propria natura di potenziata, rassegnando le dimissioni. Pike le rifiuta, asserendo che se la Flotta Stellare dovesse scoprirlo, la difenderebbe, poiché ha compreso che le modifiche genetiche degli Illyriani non sono pericolose come quelle dei potenziati sviluppate durante le guerre eugenetiche del XX secolo. Una infine scopre che il biofiltro del teletrasporto non ha funzionato per colpa di M'Benga, che non ha eseguito l'aggiornamento richiesto. M'Benga ammette di averlo fatto perché utilizza il teletrasporto dell'infermeria per conservare in sospensione la traccia di teletrasporto della figlia Rukiya, una bambina affetta da una grave malattia che la porterebbe in breve tempo alla morte. Così facendo attende di incontrare un pianeta in grado di curarla. Violando le regole, il primo ufficiale gli concede che il teletrasporto dell'infermeria venga alimentato indipendentemente, permettendogli di continuare a mantenere la figlia in sospensione senza mettere a rischio l'equipaggio della nave.
- Altri interpreti: Daniel Gravelle (Guardiamarina Lance), Sage Arrindell (Rukiya)

## Memento Mori
- Titolo originale: Memento Mori
- Diretto da: Dan Liu
- Scritto da: Davy Perez e Beau DeMayo

### Trama
Data stellare 3177.3. L'Enterprise si trova in viaggio verso Finibus III, un pianeta vicino a un buco nero sul quale si trova una colonia umana a cui devono consegnare un processore atmosferico, senza il quale l'aria della colonia diventerebbe irrespirabile in poche settimane. Durante il viaggio, l'equipaggio trova il tempo per fare una pausa così da commemorare il Giorno della Rimembranza, una ricorrenza in cui si ricordano i compagni di viaggio o gli amici che hanno perso la vita durante la missione e per migliorare la Federazione. Noonien-Singh si rifiuta di indossare la decorazione. Giunti su Finibus III, però, l'equipaggio si accorge che qualcosa non va, il satellite delle comunicazioni della colonia è stato distrutto e perciò non riescono a mettersi in contatto con i suoi membri. Viene formata una squadra di sbarco per indagare, che teletrasportata sulla colonia la trova abbandonata e con tracce di sangue ovunque.
Tornati a bordo notano una nave, che contattano, scoprendo che vi si sono rifugiati i sopravvissuti della colonia, guidati dalla professoressa Thandie. Non potendoli teletrasportare, agganciano la nave, così da ospitare a bordo e curare i superstiti, che raccontano di essere stati attaccati da una razza aliena sconosciuta, che non sono nemmeno stati in grado di vedere. Solamente Fig, una bambina della colonia, riferisce a Noonien-Singh dei "mostri" che hanno attaccato e ucciso i suoi genitori. Imitandone il suono vocale, La'an riconosce immediatamente il verso dei Gorn e allerta la plancia di alzare immediatamente gli scudi, ma è troppo tardi: essendo agganciati alla nave della colonia, non possono alzare gli scudi e l'Enterprise viene attaccata da una nave Gorn, che ne disabilita gli scudi e gli armamenti, distruggendo la nave della colonia.
A causa dell'attacco dei Gorn, Hemmer e Uhura rimangono bloccati nella sezione ingegneria della nave, dove l'andoriano si è rotto una mano. Non potendo riparare un elemento danneggiato, Hemmer guida Uhura nell'operazione. Nel frattempo Noonien-Singh e Chin-Riley, che si trovavano nel corridoio che univa le due astronavi, si sono salvate dall'attacco e si recano una sul ponte di comando, l'altra in infermeria. La Numero Uno è gravemente ferita, ed essendo i sistemi dell'infermeria danneggiati non possono curarla, così l'infermiera Chapel è costretta a cucirle manualmente le ferite sull'addome. Noonien-Singh e Spock nel frattempo, a bordo di una navetta, riescono a camuffare il segnale di una nave Gorn e farla colpire dalla nave madre. A bordo della navetta, Spock pratica una fusione mentale con La'an, permettendole di rivivere i suoi ricordi d'infanzia sul pianeta Gorn e ricordare il fratello Manu, sacrificatosi per lei. Ritornati a bordo, Pike escogita una manovra che permetterà loro di far desistere i Gorn dall'inseguimento: avvicinandosi all'orizzonte degli eventi del buco nero, espellono un elemento dalla sezione ingegneria, che, incendiandosi, lascia credere ai Gorn che l'Enterprise sia stata distrutta, permettendole di mettersi in salvo. Noonien-Singh ora indossa la decorazione del Giorno della Memoria in onore del fratello.
- Altri interpreti: Angela Beshara (Thandie), Sophia Webster (Fig), Cameron Roberts (Manu Noonien-Sing), Ava Cheung (La'an Noonien-Singh, bambina), Oscar Moreno (Zuniga).

## Buffo come Spock
- Titolo originale: Spock Amok
- Diretto da: Rachel Leiterman
- Scritto da: Henry Alonso Myers e Robin Wasserman

### Trama
Data stellare 2341.4. Spock si risveglia di soprassalto da un incubo in cui si trova sul pianeta Vulcano, assieme a T'Pring, mentre è costretto ad affrontare nel kal-if-fee sé stesso, suddiviso in due forme, umana e vulcaniana, venendo alla fine sconfitta la sua parte umana. Al suo risveglio, mentre sta registrando il diario di bordo, T'Pring è venuta a fargli visita sull'Enterprise, che si trova alla fonda alla Base Stellare 1, orbitante attorno a Giove. Vi è ormeggiata per delle riparazioni dopo lo scontro con i Gorn e questo permette all'equipaggio di prendersi qualche giorno di vacanza sulla Terra. Ma è lì anche per lavoro, dato che T'Pring si occupa della riabilitazione di criminali vulcaniani, per ricondurli sulla via della logica, ed è stata segnalata sulla stazione la presenza di Barjan T'Or.
Una delegazione r'ongoviana si trova in visita sulla stazione per discutere della possibile entrata nella Federazione, ma stanno al contempo trattando con Klingon e Romulani, e perciò Pike è particolarmente motivato a far colpo sulla delegazione per convincere i R'ongoviani ad allearsi con la Federazione. Il capitano della nave r'ongonviana, Vasso L'Gaelia, incontra gli ufficiali dell'Enterprise e rimane particolarmente colpito dalla persona di Spock, con cui intende proseguire i negoziati. Questo costringe Spock ad allontanarsi da T'Pring, che si aspettava di passare del tempo con lui e che per questo si dimostra indispettita dal comportamento del fidanzato, interrompendo la sua visita sull'Enterprise. Roso dai sensi di colpa, Spock propone alla fidanzata di unire i loro katra per poter conoscere l'uno i pensieri più intimi dell'altra e viceversa: il rituale però va ben oltre le loro aspettative e si ritrovano coi corpi scambiati. In tale assurda situazione, T'Pring deve, nel corpo di Spock, mediare coi R'ongoviani; mentre Spock, nel corpo di T'Pring, deve discutere con T'Or (i Vulcaniani utilizzano un modo logico e non-violento per catturare i loro criminali). Entrambi avranno successo e la loro relazione ne verrà rinsaldata.
Nel frattempo, la comandante Chin-Riley e la tenente Noonien-Singh, rimaste sulla nave per sbrigare delle incombenze, scoprono che i guardiamarina appena licenziati dall'Accademia utilizzano una specie di gioco a tappe che li porterà infine a firmare un pannello sulla prua esterna della nave. Le prove del gioco sono al limite della legalità, ma le due donne, legate da una profonda amicizia, decidono di effettuarle per potersi avvicinare all'equipaggio e potersi anche svagare un po': soprattutto la Numero Uno, che a causa della sua severità si è beccata un soprannome ("Morte del divertimento", in inglese Where fun goes to die), vuole dimostrare all'amica e al resto dell'equipaggio il suo lato goliardico.
Sulla stazione, Chapel trascorre la franchigia con Ortegas: l'infermiera confida alla timoniera che, nonostante le numerose relazioni, non si è mai legata ad alcuno. Dopo aver respinto un tenente con cui aveva una relazione, raccoglie le confidenze di Spock riguardo alla sua crisi con T'Pring; inoltre assiste T'Pring (in realtà Spock nel suo corpo) nella cattura del criminale T'Or. Chapel suggerisce al Vulcaniano di essere più sincero con sé stesso, e la stessa cosa fa Ortegas con lei: l'infermiera si accorge così di essere attratta da lui.
- Guest star: Adrian Holmes (Robert April)
- Altri interpreti: Gia Sandhu (T'Pring)
- Il termine amok, che definisce uno stato di rabbia violenta, compare in altri due titoli originali di altrettante serie: Il duello (Amok Time, 1967), della serie TV originale, e Tempo fuori controllo (Time Amok, 2022), della serie animata Prodigy.

## Portaci dove la sofferenza non arriva
- Titolo originale: Lift Us Where Suffering Cannot Reach
- Diretto da: Andi Armaganian
- Scritto da: Robin Wasserman e Bill Wolkoff

### Trama
Data stellare 1943.7. L'Enterprise si trova in missione esplorativa nel sistema majaliano, in cui è presente una pulsar; qui soccorre una navetta del pianeta Majalis, attaccata da una nave non identificata. Dopo averne salvato i passeggeri, Pike scopre fra di essi una sua vecchia conoscenza majaliana, Alora, accompagnata da un bambino e dal suo padre Gamal. Il bambino – spiega Alora – è il cosiddetto "Primo Servitore", ossia una sorta di ascendente al trono majaliano, mentre Gamal, che è anche medico, si occupa della sua salute; la nave che li ha attaccati proviene da un pianeta vicino con i cui abitanti, secondo la donna, vi sono rapporti pacifici. Pike si offre di dare assistenza, ma Alora, essendo Majalis non federato, la rifiuta gentilmente. Nel frattempo, il bambino è in infermeria a causa di lievi ferite causate nell'attacco, e lì il dottor M'Benga scopre che i Majaliani posseggono delle modifiche a livello quantistico che li rende immuni alle malattie; inoltre la medicina majaliana è talmente avanzata da spingere il dottor Gamal a definire quella federale «macelleria». M'Benga chiede al collega se possa aiutare la figlia Rukiya, gravemente malata, ma questi rifiuta richiamando una sorta di regola simile alla prima direttiva federale.
Nal frattempo, Alora, Noonien-Singh, Spock e Uhura si recano sulla luna dove è precipitata la nave non identificata; qui Alora vi trova un distintivo che può appartenere solamente alla guardia scelta del Primo Servitore. Recatasi sul pianeta natale assieme a Pike, trova il traditore che si fa uccidere prima di fornire spiegazioni. Intanto l'Enterprise subisce l'attacco di un'altra nave non identificata; avendo gli scudi abbassati, gli sconosciuti assalitori riescono a teletrasportare il Primo Servitore. Alora spiega all'equipaggio della nave che senza il bambino il loro pianeta natale cadrà in rovina a causa della pulsar, senza fornire ulteriori dettagli. Il formidabile infante, dotato di una conoscenza tecnologica che supera perfino quella di Spock, riesce a costruire un radiofaro con cui segnala la propria posizione a bordo dell'Enterprise: qui lo aveva nascosto Gamal, che aveva simulato l'attacco dei suoi complici (che si scopre essere Majaliani ribelli, non alieni; Alora aveva quindi mentito a Pike, che inizia a sospettare di lei e del ruolo del bambino) per salvarlo – afferma – da morte certa.
Messo in cella Gamal, Pike accompagna Alora e il Primo Servitore sul pianeta. Qui scopre la terribile verità: gli antichi Majaliani costruirono un'avveniristica macchina che proteggeva il pianeta dalla pulsar; questa macchina, per funzionare, aveva bisogno della rete neurale di un bambino. I Primi Servitori sono destinati quindi a morte certa, fra mille tormenti. I Majaliani che non accettavano questa barbarie furono esiliati su un pianeta vicino, dove cercavano di far cessare l'orribile usanza rapendo gli aspiranti Primi Servitori. Dopo aver cercato inutilmente di salvare il bambino e far ragionare Alora, Pike lascia il pianeta deluso e amareggiato. Nel frattempo, Gamal, riabilitato, offre a M'Benga una terapia per Rukiya.
- Altri interpreti: Lindy Booth (Alora), Ian Ho (Primo Servitore), Husein Madhavji (Elder Gamal), Sage Arrindell (Rukiya)

## Una serena burrasca
- Titolo originale: The Serene Squall
- Diretto da: Sydney Freeland
- Scritto da: Beau DeMayo e Sarah Tarkoff

### Trama
Data stellare 1997.9. L'Enterprise è chiamata ai confini della Federazione dalla dottoressa Aspen, un'ex consigliera della Flotta che ora si occupa di missioni umanitarie. Tre navi cariche di coloni sono infatti in difficoltà: raggiunto il luogo, scoprono che esse sono state abbordate e distrutte da una nave pirata, la Serena Burrasca (in inglese Serene Squall); una di esse però sembra essersi data alla fuga oltre confine. Infrangendo le regole della Flotta che impediscono la navigazione solitaria nello spazio non federale, Pike ordina l'inseguimento. Una volta raggiunta la nave, una squadra con Pike al comando vi si teletrasporta, scoprendo troppo tardi l'inganno: contemporaneamente, infatti, una squadra di pirati si trasporta sull'Enterprise e ne prende possesso. La presunta nave dei coloni si rivela infatti essere la Serena Burrasca. La comandante Chin-Riley fa in tempo a bloccare il computer della nave.
Sulla Serena Burrasca, Pike è fatto pestare da Remy, che parrebbe il capitano della nave, per fargli rivelare i codici dell'Enterprise; utilizzando una buona dose di ironia (nonché le sue doti culinarie), e contando sull'insoddisfazione della ciurma pirata, l'astuto capitano riesce a convincere Remy a vendere l'equipaggio dell'Enterprise ai Klingon e ad insinuare i semi dell'ammutinamento su alcuni membri della ciurma, insoddisfatti dal cibo e dalla destinazione klingon, che hanno fama di essere pessimi negoziatori.
Nel frattempo, sull'Enterprise, Spock, Aspen e Chapel, unici a essere riusciti a mantenere la libertà, raggiungono per vie differenti la sala macchine, dove Spock annulla il blocco della Numero Uno e trasferisce i comandi alla sala macchine stessa. Improvvisamente i comandi tornano alla plancia, e a farlo non può che essere stata Aspen: la donna rivela di essere Angel, il capitano della Serena Burrasca. Aveva inscenato ogni cosa per attirare l'Enterprise oltre confine, ma il suo vero interesse non era la nave, bensì Spock stesso: il marito di Angel, infatti, è un vulcaniano recluso nel centro di riabilitazione dove lavora T'Pring, e vuole utilizzare Spock per ottenere uno scambio. Inizialmente T'Pring rifiuta, ma decide in ogni caso di recarsi alle coordinate dell'Enterprise, ove Spock, con un astuto stratagemma, fa capire alla fidanzata di essere innamorato di Chapel e la bacia; l'infermiera, capendo il trucco, lo asseconda. T'Pring rompe il fidanzamento e si congeda, mandando all'aria i piani di Angel. Improvvisamente irrompe la Serena Burrasca, che con una salva di siluri mette fuori combattimento l'Enterprise: al comando però vi sono Pike e Chin-Riley, che hanno bloccato a distanza armi e scudi della loro nave; alla fine Pike era riuscito a far ammutinare l'equipaggio contro Remy. Vista la mala partita, Angel riesce a trasportarsi in una navetta che li seguiva a distanza, mentre il suo equipaggio viene imprigionato.
T'Pring (che aveva capito l'escamotage del compagno) e Spock si riuniscono. Più tardi Chapel e Spock chiariscono la loro situazione, con l'infermiera che gli dichiara che la loro è solo amicizia, nonostante sia evidentemente attratta dal vulcaniano. Spock le confida di aver intuito chi fosse il marito vulcaniano di Angel: si tratta del suo fratellastro Sybok.
- Altri interpreti: Gia Sandhu (T'Pring), Jesse James Keitel (drs. Aspen / capitano Angel), Michael Hough (Remy), Sophia Walker (Fran)
- L'espediente del blocco a distanza di armi e scudi di una nave federale verrà usato anche da Kirk per neutralizzare la USS Reliant in Star Trek II - L'ira di Khan. Sybok sarà coprotagonista del lungometraggio Star Trek V - L'ultima frontiera.

## Un regno da favola
- Titolo originale: The Elysian Kingdom
- Diretto da: Amanda Row
- Scritto da: Akela Cooper and Onitra Johnson

### Trama
Data stellare 2341.6. Il dottor M'Benga sta cercando una cura per la figlia Rukiya, gravemente ammalata, grazie anche alle terapie suggeritigli dal medico majaliano Gamal. Quando la bambina non è sul buffer del teletrasporto, il padre le legge una fiaba intitolata Il regno di Elysian, a cui la piccola vorrebbe cambiare il finale. 
L'Enterprise si trova in missione esplorativa nella Nebulosa di Jonisian, quando improvvisamente, mentre la nave tenta di uscire da essa, i motori si bloccano e la nave viene colpita da una violenta perturbazione. M'Benga viene chiamato in plancia per curare Ortegas, ma una volta arrivatovi vi trova uno scenario assurdo: tutti gli occupanti della plancia, compreso egli stesso, sono vestiti come personaggi di una fiaba, e a parte egli, nessuno sembra rendersene conto. M'Benga si trova nei panni di Re Ridley, il protagonista del libro che stava leggendo alla figlia. Per cercare di sbrogliare l'assurda situazione, il medico asseconda gli altri personaggi della storia: il ciambellano Rauth (il capitano Pike) e Adya (Ortegas), il capo delle guardie. Si reca dall'Oracolo (Chapel), in infermeria, dove grazie a un trycorder scopre elevati livelli di dopamina nell'equipaggio. Qui viene raggiunto dalla principessa Thalia (Noonien-Singh), che gli rivela che la crudele regina Neve (Uhura) ha invaso il suo regno; Thalia però è sicura che Ridley sconfiggerà Neve grazie alla "Pietra di Mercurio" (M'Benga non ha la minima idea di cosa sia). Intanto, nella foresta ove abita l'Oracolo (i corridoi nella nave), le Guardie Cremisi di Neve (comandate dalla tenente Mitchell) hanno catturato il mago Caster (il tenente comandante Hemmer, che, al pari di M'Benga, ha conservato coscienza di sé) e lo imprigionano nel castello della regina (una stiva di carico). Ridley organizza un piano per liberarlo: assieme a Rauth e Adya si reca nella foresta, dove incontra il fratello di Caster, Pollux (Spock), che gli mostra una scorciatoia per raggiungere il castello (un tubo di Jefferies). Una volta raggiuntolo, Pollux si rivela essere al servizio di Neve, che vuole la Pietra di Mercurio: non rivelando alcunché, i tre vengono messi in prigione (la sala teletrasporto) assieme a Caster/Hemmer. Il piano di M'Benga era proprio quello di raggiungere il capo-ingegnere per poter riuscire a risolvere il problema: Hemmer, dotato di poteri telepatici, accenna a una "coscienza" che ha tentato di prendere il posto della sua, non riuscendovi. Dopo essere evasi dalla prigione, cercano di recarsi in sala macchine, ma vengono intercettati da Pollux e dalle Guardie Cremisi: in loro soccorso interviene l'arciera Z'ymira (la comandante Chin-Riley). Nella sala macchine, Hemmer scopre che la nebulosa è in realtà un'entità incorporea intelligente; M'Benga inoltre si accorge che la trama del libro è stata cambiata, in quanto non prevedeva l'incontro fra Adya e Z'ymira. Capisce così che è la figlia (che voleva cambiare il finale della storia) la fonte di tutto: recatisi dall'Oracolo, scoprono che Rukiya non si trova più nel buffer, e che in realtà la Pietra di Mercurio è proprio lei. Non si rendono però conto di essere spiati da Pollux, che riferisce a Neve: la regina, minacciando Rauth, lo convince a tradire il suo sovrano. Ridley, Caster e Adya si recano negli alloggi del medico, che la figlia aveva sempre desiderato visitare: vengono raggiunti da Rauth, che consegna il re a Neve. Con un "incantesimo", Caster fa sparire tutti i nemici (grazie a un comunicatore con cui Hemmer attiva il teletrasporto).
Ridley e Caster entrano negli alloggi di M'Benga: qui l'entità prende contatto telepaticamente grazie a Hemmer. Spiega di aver liberato e guarito Rukiya perché sola come lei, e di averle fatto vivere l'infanzia che non aveva vissuto a causa della malattia. Se liberasse la bambina, tornerebbe la malattia; M'Benga deve perciò fare una scelta: riavere la figlia e rimetterla nel buffer, o lasciarla per sempre assieme all'entità. Il medico, cosciente di perdere per sempre la figlia, decide di lasciarla all'entità. Poco dopo la sua scomparsa, ricompare adulta: gli spiega che quei pochi attimi sono stati anni per lei e Debra (come ha ribattezzato l'entità) e che ora è felice. Subito dopo tutto torna alla normalità, e nessuno (compreso Hemmer ed escluso M'Benga) ricorda alcunché.
In infermeria, M'Benga viene raggiunto da Chin-Riley, che gli chiede come stia la figlia. Dalla risposta del medico, la Numero Uno capisce che egli sa cosa sia successo nelle cinque ore di buco, ma non approfondisce. Entrambi guardano malinconicamente l'ultima pagina del libro di Rukiya.
- Altri interpreti: Sage Arrindell (Rukiya, bambina), Makambe Simamba (Rukiya, adulta)

## Tutti coloro che vagano
- Titolo originale: All Those Who Wander
- Diretto da: Christopher J. Byrne
- Scritto da: Davy Perez

### Trama
Data stellare 2510.6. L'equipaggio festeggia la fine dei tirocini delle cadette Uhura e Chia e la promozione a sottotenente del guardiamarina Duke. Poco dopo, giunge dalla flotta un messaggio di missione prioritaria, nonostante essi siano già nella missione prioritaria di rifornire una stazione federale. La nave USS Peregrine, di classe Sombra, ha infatti inviato un segnale di soccorso: quattro giorni prima aveva tentato di effettuare un atterraggio di emergenza su un pianeta di classe L, Valeo Beta 5, quando improvvisamente il radiofaro si interruppe a metà messaggio. Spock ipotizza che siano state le interferenze ioniche presenti nell'atmosfera a causare l'interruzione. Noonien-Singh suggerisce di inviare due navette mentre l'Enterprise proseguirà con la missione principale.
Pike, Spock, M'Benga, Chapel, Hemmer, Noonien-Singh, Kirk, le due cadette e il neo-tenente Duke si recano sul pianeta. La Peregrine si staglia inquietante sull'orizzonte dell'inospitale pianeta; una tempesta di ghiaccio è in arrivo e i dieci si rifugiano sulla nave, dove trovano segni di lotta e numerose tracce di sangue, presenti anche all'esterno del vascello. Uhura riesce a riparare il radiofaro, così il resto del messaggio viene svelato: è un avvertimento e un monito a restare lontani dal pianeta. Qualche settimana prima la nave soccorse tre naufraghi (un'umana, un orioniano e un umanoide di specie sconosciuta), ma si resero conto troppo tardi che l'orioniano era infestato con uova di Gorn. I Gorn sono una razza di evoluti rettili intelligenti e spietati che si riproducono parassitando le altre specie, su cui depongono le uova. A tal scopo esistono interi pianeti o lune che fungono da campi di riproduzione, ove le "incubatrici" sono milioni di corpi di altre specie. Noonien-Singh da piccola fu catturata da essi, ma riuscì a fuggire dal campo grazie al sacrificio del fratello maggiore. L'evoluzione ha portato i Gorn a rendersi invisibili ai sensori, uova comprese. L'orioniano cercò di suicidarsi facendo esplodere una granata che causò l'atterraggio di emergenza, ma i piccoli Gorn nacquero e sterminarono l'equipaggio. Essendo fortemente competitivi, solo il più forte (l'alpha) sarebbe sopravvissuto. Esplorando la nave, Pike e gli altri trovano l'umana (una bambina, Oriana) e l'umanoide (Buckley) barricati in infermeria. Uhura e Hemmer si recano in sala macchine per riuscire a ripristinare l'energia della nave, e qui l'andoriano suggerisce alla cadetta, insicura sul suo futuro, di continuare a lavorare nella Flotta. In infermeria, M'Benga e Chapel si occupano dei naufraghi; quando il medico viene chiamato per curare il ferito Duke, Buckley inizia a mostrare sintomi che Chapel cerca di interpretare, coadiuvata da Chia. Improvvisamente Oriana si nasconde, mentre dal corpo dell'umanoide iniziano a erompere i cuccioli di Gorn, che uccidono Chia e iniziano anche ad attaccarsi fra di loro. Chapel si salva grazie a un campo di forza, ma tre cuccioli sono liberi. Subito dopo aver effettuato della riparazioni in un tubo di Jefferies, Duke viene attaccato e ucciso dai cuccioli; in sala macchine, il Gorn adulto (l'alpha sopravvissuto della prima nidiata) uccide due cuccioli e attacca Hemmer con uno sputo velenoso. Rimangono così due Gorn che lotteranno fra di loro finché non ne rimarrà solo uno. Approfittando di quest'unica debolezza della letale razza, Noonien-Singh e Pike elaborano un piano per uccidere l'alpha sopravvissuto: sapendo che i Gorn odiano il freddo e facendo a turno esca al rettile, riescono ad attirarlo in sala macchine, dove Hemmer lo uccide con un getto di azoto liquido. Sfortunatamente per l'andoriano, i Gorn si riproducono anche sputando sulle vittime: l'ingegnere è condannato, e nonostante le suppliche dei compagni (che sono convinti di riuscire a estrarre le uova), subito dopo si getta nel vuoto al di fuori della nave, salvando così il resto dell'equipaggio. Uhura in particolare, che aveva stretto una forte amicizia con il generoso aenar, ne rimane sconvolta. Lo stesso Spock, teoricamente immune dalle emozioni, rimane profondamente turbato dagli avvenimenti, tanto da mostrare rabbia e paura.
L'Enterprise torna a recuperare il resto dell'equipaggio e la Peregrine. A bordo vengono commemorati i caduti; Noonien-Singh chiede a Pike un congedo per aiutare Oriana a ritrovare la famiglia al di fuori dello spazio federale; l'ufficiale della sicurezza infatti si immedesima nella ragazzina, avendo trascorsi simili. In plancia, Uhura fissa la postazione delle comunicazioni, ricordando le parole di Hemmer.
- Guest star: Dan Jeannotte (Samuel Kirk)
- Altri interpreti: Jessica Danecker (Chia), Emma Ho (Oriana), Carlos Albornos (Buckley), Ted Kellogg (Duke)
- L'episodio è chiaramente ispirato al capolavoro di Ridley Scott, Alien. Ci sono infatti parecchi elementi in comune: l'SOS con radiofaro (che poi, come in Alien, si rivela essere un avvertimento per stare alla larga); il pianeta inospitale con tempeste ioniche (su Alien era una luna di un gigante gassoso); la posizione della Peregrine che ricorda quella della nave aliena ritrovata sulla luna dall'equipaggio della Nostromo; la nascita dei cuccioli Gorn che erompono violentemente dal corpo parassitato; il liquido corrosivo del Gorn; il Gorn che infesta la Peregrine come lo xenomorfo infestava la Nostromo.[10]

## La natura della clemenza
- Titolo originale: A Quality of Mercy
- Diretto da: Chris Fisher
- Scritto da: Henry Alonso Myers e Akiva Goldsman

### Trama
Data stellare 1457.9. Pike è a colloquio con il comandante Hansel Al-Salah, a capo dell'Avamposto federale 4 (di pattugliamento della Zona Neutrale romulana, una striscia di spazio smilitarizzato costituita dalle due potenze cento anni prima) e suo figlio Maat, uno dei bambini che aveva visto nel suo futuro e per salvare il quale si sacrificherà rimanendo vittima di un incidente che lo renderà un vegetale. Scosso dall'incontro col ragazzo, inizia a scrivergli una lettera per avvisarlo di non farsi trovare nel luogo e alla data dove avverrà l'incidente. Poco dopo gli appare il sé stesso del futuro, tornato indietro grazie a un cristallo del tempo, che gli comunica che l'essere scampato all'incidente ha di fatto cambiato radicalmente la linea temporale, perché Pike rimarrà a comandare l'Enterprise, non potendo dare l'opprotunità a James T. Kirk di prendere il suo posto sull'ammiraglia della Flotta Stellare. Il Pike del futuro gli dice di essere stato mandato dai monaci klingon del pianeta Boreth affinché veda cosa accadrebbe se cambiasse il suo destino: gli porge così il cristallo del tempo, e subito dopo Pike si ritrova in data astrale 1709.2 (2266), in una linea temporale differente. Qui si rende conto di essere balzato sette anni avanti e che Spock, ora comandante, è il suo ufficiale esecutivo (Chin-Riley fu reclusa a causa del suo essere modificata geneticamente). Ricevono l'SOS dell'Avamposto 4, sotto attacco da una nave invisibile: recatisi sul posto, assistono alla distruzione della stazione da parte di un vascello romulano che possiede la tecnologia di occultamento e una letale arma al plasma che penetra gli scudi. Subito dopo giunge sul posto la USS Farragut, capitanata da James Kirk. Nel frattempo Spock ha trovato un modo per tracciare il vascello nemico, rilevando le tracce gravitazionali da esso lasciate. I due capitani hanno disparità di vedute sul comportamento da tenere: mentre Pike mostra cautela, Kirk (che il fratello Samuel, in servizio sull'Enterprise, descrive come impulsivo e poco amante delle regole) vorrebbe inseguire e distruggere lo sparviero romulano anche oltre la Zona Neutrale, mostrando così un'aggressività che indurrebbe cautela ai Romulani; in caso contrario essi considererebbero debole la Federazione. Pike segue il suggerimento di Kirk: ordina di inseguire il vascello romulano (che, occultato, è anche cieco) imitando ogni suo movimento, fino a una cometa, ove diverrebbe individuabile nell'istante in cui attraversasse la scia dell'asteroide ghiacciato. L'astuto capitano romulano però mangia la foglia e danneggia criticamente la Farragut: l'Enterprise contrattacca e danneggia lievemente lo sparviero. Dopo un duro faccia a faccia con Kirk, che lo accusa di avere esitato, Pike prende contatto con il capitano romulano e gli propone una tregua di due ore. Il primo ufficiale romulano, però, disobbedisce e chiama a soccorso la flotta imperiale. I Romulani, giunti in forze, intimano la resa all'Enterprise, ma l'altrettanto astuto Kirk, che aveva lasciato la nave con una navetta, torna con uno squadrone di navi-cargo, spacciandole per vascelli da guerra (i Romulani infatti non conoscono l'aspetto delle altre navi della Federazione). Pike contatta il Pretore romulano e le dimostra che sono stati loro a iniziare l'offensiva attaccando un avamposto federale; la donna, per tutta risposta, distrugge il falco colpevole (il cui capitano rende l'onore delle armi a Pike) e attacca l'Enterprise, dando via di fatto alla guerra contro la Federazione. L'Enterprise riesce a sganciarsi, ma a caro prezzo: parecchi membri, fra i quali Spock, rimangono gravemente feriti o uccisi.
Tornato nel presente, Pike si rende conto che scrivendo quella lettera causerebbe una sanguinosa guerra e così la cancella, accettando il suo destino. Qualunque azione egli intraprendesse volta a cambiare gli eventi – gli spiega il suo alter-ego mandato dai monaci – provocherebbe la morte o la paralisi di Spock, con conseguenze catastrofiche per il destino del quadrante.
Improvvisamente giunge il capitano Batel che, su ordine del comando della Flotta, mette agli arresti la comandante Chin-Riley a causa del suo essere illyriana. Ma Pike non ha intenzione di perdere la sua Numero Uno senza reagire.
- Guest star: Melanie Scrofano (cap. Batel), Ian Rayburn (George Samuel Kirk)
- Altri interpreti: Paul Wesley (James T. Kirk), Ali Hassan (Hansen Al-Salah), Matthew Wolf (Montgomery Scott), Ian Rayburn (sposo), Megha Sandhu (sposa), Chris River (Maat Al-Salah), Matthew MacFadzean (capitano romulano), Mathieu Bourassa (primo ufficiale romulano), Carolyn Scott (Pretore)
- L'episodio, ambientato in una timeline alternativa, è un remake dell'episodio La navicella invisibile (Balance of Terror, 1966) della serie classica, in cui avviene il primo contatto visivo tra Romulani e Federazione, ma con Pike che rimane al comando dell'Enterprise perché scampato all'incidente nel passato che lo ha ridotto a un vegetale, mentre Kirk rimane a comandare la Farragut.